# Trương Hoằng Phạm
Trương Hoằng Phạm (giản thể: 张弘范; phồn thể: 張弘範; bính âm: Zhāng Hóngfàn; Wade–Giles: Chang Hung-fan, 1238–1280) là một viên tướng lãnh người Hán dưới trướng của nhà Nguyên Mông vào thế kỷ thứ XIII trong lịch sử Trung Quốc. Trương Hoằng Phạm là viên tướng chỉ huy đợt tấn công truy đuổi hoàng gia nhà Tống trong trận đánh cuối cùng ở Nhai Sơn trong trận Nhai Môn, với chiến thắng quyết định của Trương Hoằng Phạm, nhà Tống chấm dứt tồn tại, nhà Nguyên cai trị toàn bộ Trung Hoa. Trương Hoằng Phạm cũng được biết đến là người đã tổ chức bắt gọn Văn Thiên Tường, một nhân vật đề kháng cuối cùng của nhà Tống.

## Xuất thân
Trương Hoằng Phạm sinh vào năm thứ 10 thời Oa Khoát Đài (1238), là con trai thứ 9 của danh tướng Trương Nhu - một trong bốn vị tướng người Hán đi theo phò tá Thành Cát Tư Hãn. Tuy xuất thân nhà võ quan, nhưng Trương được cho là có khí chất thi nhân. Năm Trung Thống thứ 3 (1262), Trương làm Hành quân tổng quản, tham gia thảo phạt tướng Lý Đàn ở Tế Nam. Năm Chí Nguyên thứ 6 (1269), Trương 3 lần đến Tương Dương tham dự trận Phàn Thành.

## Chiến công
Vào năm 1279, lực lượng truy đổi của Trương Hoằng Phạm được tăng viện nhờ quân của Lý Hằng. Chỉ huy quân Tống là Trương Thế Kiệt cho xích cả ngàn con thuyền của quân Tống lại với nhau nhằm che chở cho chiếc thuyền của Tống Đế Bính nằm ở trung quân, quân Tống có lực lượng đông tới 200.000 người (nhưng thực tế trong số này có rất nhiều quan lại, người hầu). Các thuyền chiến của quân Tống đều được trát bùn để chống hỏa công.
Đứng trước lực lượng hùng hậu của đối phương, Trương Hoằng Phạm quyết định không tấn công trực tiếp mà bao vây khu vực Nhai Môn, cắt đứt hoàn toàn mọi đường liên lạc và tiếp tế của quân Tống với bên ngoài. Ngày 18 tháng 3 năm 1279, Trương Hoằng Phạm bắt đầu lập kế hoạch tấn công quân Tống, ông quyết định không dùng đại bác công phá vì cho rằng nó sẽ phá vỡ chuỗi xích gắn liền các thuyền Tống với nhau khiến chúng dễ dàng chạy thoát.
Ngày 19 tháng 3 năm 1279, Trương Hoằng Phạm chia quân Nguyên ra làm bốn phần trong đó 3 phần tấn công quân Tống từ các hướng Đông, Bắc và Nam còn đích thân Trương Hoằng Phạm chỉ huy một đội chiến thuyền dự bị. Lực lượng ô hợp và mệt mỏi của quân Tống nhanh chóng bị quân Nguyên thiện chiến áp đảo, kết quả là đội hình chiến thuyền Tống trở nên hỗn loạn và dần dần thất bại.